# Аутомобилска индустрија
Аутомобилска индустрија је грана индустрије која се бави пројектовањем, развојем, производњом, маркетингом и продајом моторних возила. Неке компаније и организације које су укључене у аутомобилску индустрију се називају произвођачима аутомобила. Аутомобилска индустрија не обухвата индустрије посвећене одржавању аутомобила након испоруке крајњем кориснику, као што су продавнице аутомобила, механичарске радње и бензинске пумпе.
Основни производи у аутомобилској индустрији су путнички аутомобили и лака комерцијална возила (камионети), укључујући пикапове, спортска и комби возила. Комерцијална возила (камиони и аутобуси), иако су важни за индустрију, заузимају споредну улогу у аутомобилској индустрији.
Аутомобилске индустрије су омогућиле да аутомобил буде саставни део живота великог броја људи. Аутомобил је омогућио прелажење великих растојања за кратко време, бржи и лакши транспорт између градова, и на крају помогао је људима у уштеди времена.

## Почетак аутомобилске индустрија
Развој данашњих аутомобила је почео 1885. године када је у Немачкој у Манхајму Карл Бенц патентирао свој аутомобил на три точка Моторваген, први функционални аутомобил у свету. У то време Моторваген је био револуционаран и технички супериоран. Точкови са металним крацима и гумом обложеним кругом су такође Бенцов изум, као и мотор постављен испод седишта возача, и опруге на задњим точковима које су омогућавале удобност при преласку преко неравнина на путу. Карл Бенц је до 1899. конструисао око 572 аутомобила и тако је његова компанија Бенц & Ц.и.е исте године постала највећа ауто компанија на свету.

## Прве аутомобилске индустрије
Поред Бенца, у Француској 1890. године Емил Левасор и Арманд Пежо започели су производњу аутомобила и тако је настала Француска индустрија аутомобила. У Америци, 1895. године Џорџ Селден конструише свој први аутомобил америчке производње. Почетком 20. века развило се много мануфактура за производњу аутомобила, претежно на северноамеричком и европском подручју. Аутомобили су у то време били више играчке за богаташе него што су били намењени ширем спектру купаца. За такву ситуацију је била заслужна скупа и спора производња аутомобила. Трошкови оваквог начина производње условљавали су високу цену аутомобила. Многи аутомобили из тог периода користили су дрвену ручку уместо волана за управљање. Током 1903. године модел Рамблер имао је стандардизовани волан пребацујући тако положај возача на леву страну возила. Већина аутомобила кретала се користећи само једну брзину. Ланчани пренос снаге био је доминантан у односу на погонско вратило, а затворени аутомобили били су веома ретки. Добош кочнице биле су уведене од стране Рено-а 1902. године. До почетка 20. века аутомобилска индустрија почела је свој узлет у западној Европи, посебно у Француској, где је произведено 30.204 комада аутомобила 1903. године што је представљало 48,8% тадашње светске производње. У САД су браћа Чарлс и Френк Дурјеа основали Дурјеа мотор компанију. У следећих неколико година вртоглаво је порастао асортиман аутомобилских технологија које је производило на стотине произвођача широм западног света. Аутомобили на парни, електрични и дизел-бензински погон такмичили су се већ деценијама са бензинским моторима са унутрашњим сагоревањем остварујући доминацију почетком 20. века. Дизајнирани су мотори са два, три или чак четири мотора, а запремина мотора порасла је на више од десет литара. Многа тадашња савремена решења укључујући гасне и електричне хибриде била су одбачена од стране произвођача.

## Увођење покретних трака
До прекретнице у пољу производње аутомобила дошло је у Америци 1914. године, када је Амерички конструктор Хенри Форд увео производне траке. Форд је пронашао решење за проблем који га је мучио на најнеобичнијем месту. Посетивши фабрику паковања меса пажњу му је привукла покретна трака изнад главе радника на коју су били обешени велики комади меса који су се кретали од једног до другог радника. Тај једноставан ефикасан систем штедео је на времену јер је рад доводио раднику. Форд је такође уочио да се ради брзо и без проблема јер је сваки радник био одређен за један део посла. У мају 1969. године Форд је применио траке у својој фабрици аутомобила и таквим начином смањио време склапања возила. Поред прве покретне траке за производњу, зграда је имала 4 спрата. На највишем спрату се производила шкољка аутомобила, па је аутомобил силазио на трећи спрат где би се фарбао и добијао шасију и гуме. На другом спрату аутомобил је добијао остале делове, а на првом је убачен мотор и рађена финална инспекција. Захваљујући овом темпу 1910. године је продато 19.000 аутомобила, а две године касније чак преко 78.000. Настала је трака, која чини темељ савремене масовне производње. Оваквим начином спајања аутомобила време састављања је смањено са 12 часова на мање од 93 минута. То значи да је са покретне траке у току од једног дана на сваких 15 минута силазио нови аутомобил.

### Форд модел Т
Дуг процес израде и високу цену аутомобила прекинуо је Форд представљањем аутомобила који ће променити ауто-индустрију и начин на који људи путују. Скромни модел Т познат као Тин Лизи. Аутомобил је био практичан и једноставан, али био је направљен од издржљивог материјала. У првој години производње аутомобила Форд модел Т, продато је око 10.000 примерака. Његов епициклични пренос на педалу значио је да се лако може мењати брзина и угодније возити, а због ефикасног мотора заволели су га људи у градовима и изван њих. Најважније је што је Тин Лизи било возило са прихватљивом ценом од 825 долара, с обзиром на његове многе погодности. То је била просечна годишња плата квалификованог радника. Форд Т производио се тако брзо да је једино црна боја могла на време да се осуши. Компанија Форд је користила само црну боју све до 1926. године када је измишљен лак у боји који се брзо сушио. Укупно је произведено 15 000 000 модела Т, што га је учинило најпродаванијим аутомобилом скоро 100 година.

### Европско тржиште
Фордов генијални изум су убрзо почеле да усвајају и друге фабрике. Прва европска фабрика која је усвојила овај начин производње аутомобила била је Ситроен. Убрзо је Форд на европском тлу отворио неколико фабрика подељених по читавој Европи. Фабрике које нису прихватиле овај вид производње убрзо су банкротирале. Аутомобилска индустрија у том периоду доживљава процват. Аутомобили су били све јефтинији и масовнији, технологија се убрзано развијала и аутомобили су напредовали пуном брзином.

## Предратно доба
Предратно доба почело је великом светском кризом 1930. године а завршило се светским опоравком после Другог светског рата 1948. године. Почетак Првог светског рата ставио је аутомобилску индустрију у други план, и самим тим инхибирао њен даљи развој. Продаја аутомобила је била све мања падајући упоредно са куповном моћи тржишта. Криза ауто-индустрија трајала је до краја Другог светског рата, који је са собом оставио много порушених фабрика. У овом периоду развоја возила са интегрисаним браницима и потпуно затвореним кабинама почела су да доминирају светом. Аутомобили су имали ново лимузинско тело са путничким делом који укључује ковчег или пртљажник за терет на задњем делу. Стари аутомобил са отвореним кровом типа рунабоут патеон и тоуринг постепено су почели да нестају, а на новим аутомобилима појавила су се предња и задња крила, веће странице и предња светла (фарови) који су се постепено интегрисали са телом аутомобила. До 1930. године измишљена је већина механичке технологије која се користи у данашњим аутомобилима, мада су се неке ствари касније "поново измишљале" од стране неког другог проналазача. У периоду након Другог светског рата, тачније 50-их година 20. века, ауто-индустрија доживљава процват.

## Послератно доба
Од Другог светског рата аутомобилски дизајн доживео је револуцију изменом тада прихваћеног понтон стила. Аутомобилски дизајн и производња коначно су изашли војне оријентације и других сенки рата 1949. године. Током 1950-их година снага мотора и брзина значајно је порасла, дизајн је постао више интегрисан. Тржиште се мало променило у 1960-им када је Детроит почео да брине о страној конкуренцији, када су европски произвођачи усвајали све бољу технологију, а Јапан се појавио као озбиљна ауто-произвођачка нација. Џенерал моторс, Крајслер и Форд покушавају производњу малих аутомобила, али су у томе имали мало успеха. Тренд корпоративне консолидације аутомобилске индустрије и тржишта достигла је Италија преко произвођача Масерати, Ферари и Ланче. На технолошком фронту, највећи помак у то доба имала је распрострањена употреба независних огибљења и шира примена убризгавања горива у мотор као и све већи фокус на безбедност. Најновије технологије 1960-их имали су модел НСУ са ванкел мотором, гасне турбине и турбо мотори. Од њих је само последња турбо технологија коју је патентирао Џенерал моторс, а популаризовали БМВ И САБ, имала своју високу примену. Мазда је имала компликован мотор за одржавање. До краја деценије број аутомобилских марки је знатно смањен. У САД перформансе постају основни фокус маркетинга.

### Европска аутомобилска индустрија после Другог светског рата
Што се Европске аутомобилске индустрије тиче, свакако најзначајнији ауто овог периода је сада већ легендарна Фолксваген буба. Буба је замишљена као јефтин породичан аутомобил који ће моторизовати велике народне масе што је прошло веома успешно. Буба је симбол европске ауто-индустрије у последњих 50 година. Продата је у преко 21.000.000 примерака. На крилима бубиног успеха Фолксваген је направио неколико верзија овог "народног" аутомобила, међу којима свакако најпознатија комби верзија "транспортер" који је постао култни симбол хипи покрета. Када је о естетици реч, већ је тада стандардизован изглед аутомобила какав данас знамо. Точкови су постали покривени каросеријом, мотор је остао напред, а појављује се и пртљажни простор иза задњег седишта.

### Америчка аутомобилска индустрија после Другог светског рата
Крајем 1950-их почетком 1960-их година 20. века естетика аутомобила постаје главна тема произвођача. Произвођачи су се такмичили чији ће аутомобил бити већи, бољи, јачи. Цене су падале, аутомобили су расли, постајали естетски примамљивији, и све то на срећу купаца који су били у дилеми који да изаберу. Ово доба аутомобилизма обележила је америчка ауто-индустрија, чији су произвођачи предњачили у конструисању монструозно јаких и јако лепих модела аутомобила. Развој технологије омогућио је произвођачима конструисање јако снажних мотора велике радне запремине, помоћу којих су њихови аутомобили могли да развијају веома велике брзине. Циклус модела био је око две године што значи да су произвођачи на тржишту константно избацивали нове моделе. У том периоду се ствара ера "мишићавих аутомобила". То су били изузетно лепи аутомобили у које је упакована тада најмодернија технологија и најјачи мотори који су производили невероватан звук. Ови аутомобили постали су култ који се и дан данас невероватно поштује. Најпознатији међу њима је Фордов модел мустанг који и дан данас представља предмет обожавања и недостижан сан многих људи. Ови аутомобили због своје велике снаге трошили су велике количине горива и били спектакуларно нерационални.

### Велика светска нафтна криза
Ера "мишићавих аутомобила" је трајала до почетка 1970-их година. Људи се нису обазирали на то што им аутомобили троше велике количине горива и тада је 1973. године наступила велика нафтна криза која је довела до изумирања тих аутомобила. Људи су почели да аутомобиле гледају из економске перспективе што на сцену доводи азијске произвођаче аутомобила. Они су на светско тржиште наступили са малолитражним, еколошким и економско прихватљивим аутомобилима. У том периоду дизајн аутомобила припада развоју безбедносних система и усавршавању технологије везане за производњу и пренос снаге на точкове. Развија се електронско убризгавање горива, ефикасни мењачи и слично. Сем јапанских произвођача и европски почињу са новим технологијама. Развој система за ефикасније кочење, пренос снаге на подлогу, као и многе иновације везане за комфор путника. Од аутомобила праве много безбедније и пријатније место. Велику снагу и јак звук заменили су ефикасни и штедљиви мотори и аеродинамички обликоване каросерије које прате доба великог технолошког напретка у свим пољима. Развој микрочипова омогућио је смештање различитих електронских уређаја у аутомобиле који су били задужени за сигурност и удобност путника. Хит постају све мањи и штедљивији модели са којима је лакше функционисати по граду.

## Модерно доба
Модерно доба постало је једно од доба највеће стандардизације, дељења платформи и компјутерски подржаног дизајнирања. Неки посебно евидентирани подаци у модерном добу тичу се погона на предње точкове као и погона на свим точковима, све већег коришћења дизел мотора као и свеприсутност система за убризгавање горива. Иако су сва ова достигнућа покушавана у ранијим епохама она данас доминирају тржиштем. Каросеријски стилови су се такође променили. Три основне врсте су компакт, лимузина и спортски аутомобил. Модерно доба је довело до брзорастуће потребе за смањењем потрошње горива и ефикасности мотора. Од 2009. године Кина постаје апсолутни лидер у производњи аутомобила са годишњом производњом већом од САД, Јапана и Европе. Модерне ауто-индустрије раде са све мање људске снаге која је замењена компјутерско управљаним машинама које су програмиране да саме склапају.

## Возила у будућности
Како је све више циљ смањити загађење ваздуха издувним гасовима од аутомобила, ауто-индустрије се све више окрећу производњи мањих и штедљивих модела који за погон имају електричне моторе. У ове пројекте се све више убацују и ИТ фирме које покушавају да у што већем нивоу повећају сигурност возача. Индустрије су почеле са објављивањем модела којима није потребан возач, већ се аутомобил сам креће помоћу информационих мрежа. Паметни, аутономни и сигурни, такви би се аутомобили могли наћи већ за пет година. Компанија Гугл је једна од компанија која је то већ најавила својим револуционарним аутомобилом који сам вози. Луксуз, футуристички дизајн, погон на водоник само су неке од фасцинантних карактеристика нових модела.